# Erythraeidae
Famille
Les Erythraeidae sont une famille d'acariens de l'ordre  des Trombidiformes. Les formes larvaires de ces acariens parasitent divers autres arthropodes, par exemple des opilions, mais les adultes sont des prédateurs libres. 

## Caractéristiques
Ces acariens ovales sont plutôt gros, généralement de couleur rougeâtre et densément poilus. Les pattes, surtout la première et la quatrième paire, sont longues et adaptées à la course. Ils ont une ou deux paires d'yeux et se distinguent au microscope des familles apparentées par la présence d'une seule griffe sur le tibia du palpe.
Les larves creusent un trou dans la cuticule de l'hôte et utilisent un stylostome, qui agit comme une paille, pour boire les fluides corporels dissous dans les tissus.
Les larves de deux espèces décrites de Leptus se nourrissent d'abeilles : Leptus ariel vit sur l'abeille domestique européenne au Guatemala, et Leptus monteithi est un parasite d'une espèce de Leioproctus (Colletidae) en Tasmanie.
Dans la nature, on distingue notamment les Erythraeidae des très proches Trombidiidae par le fait que les Erythraeidae sont adaptés à la course et se déplacent très rapidement, contrairement à leurs lents cousins. 

Larve sur la patte d'un opilion
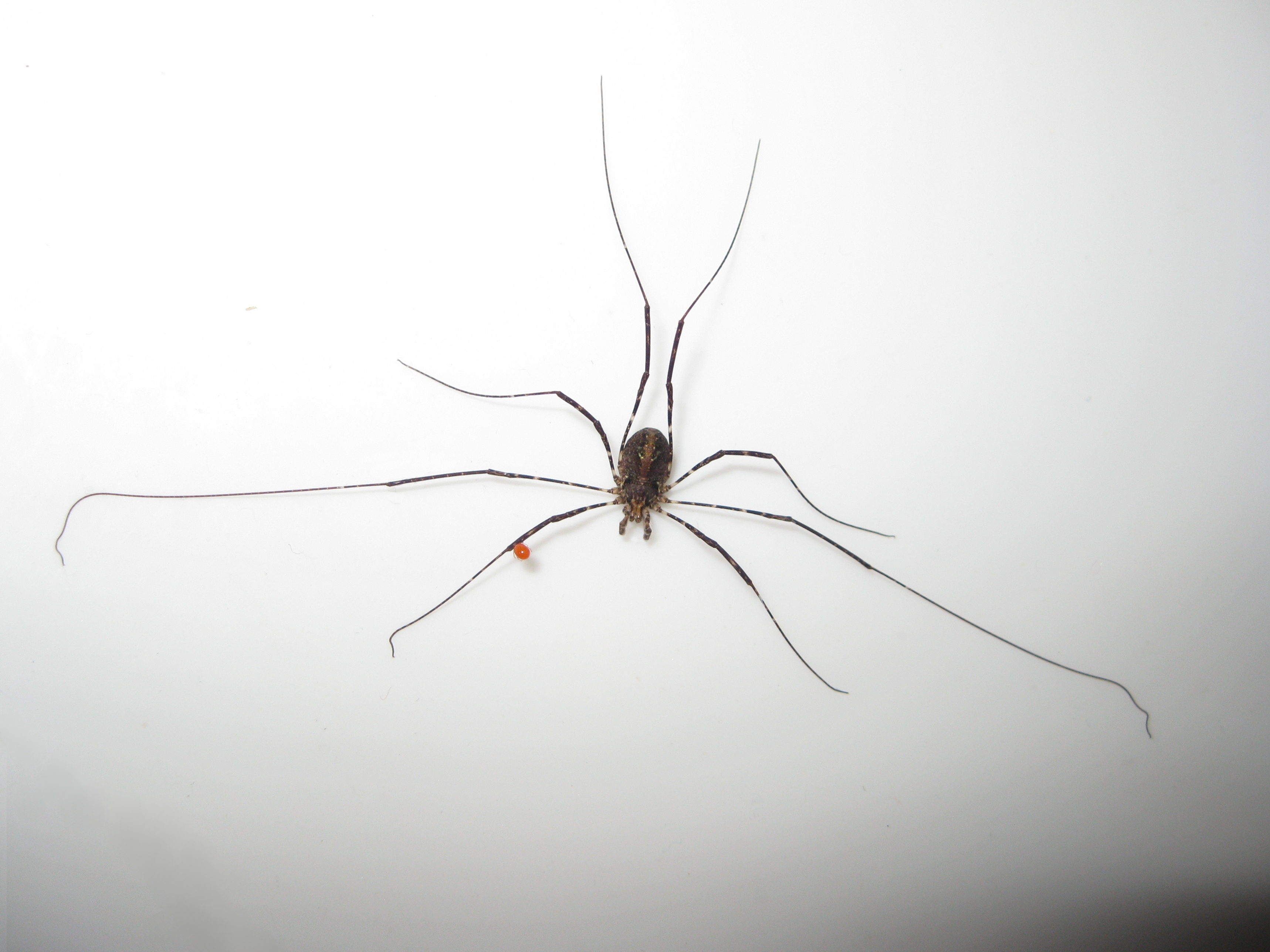
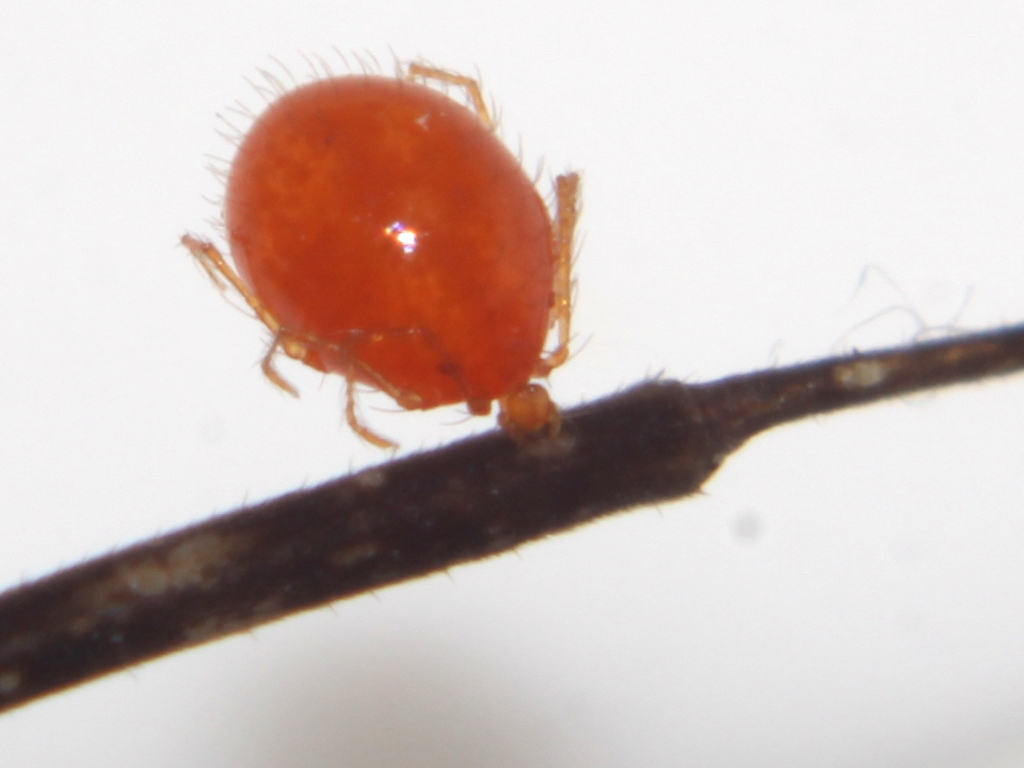

## Liste des genres
Selon GBIF (2 juin 2024) :
- Abrolophus Berlese, 1891
- Andrevella Southcott, 1961
- † Arythaena Menge, 1854
- Augustsonella Southcott, 1961
- Balaustium von Heyden, 1826
- Bockartia
- Bursaustium Haitlinger, 2000
- Caeculisoma Berlese, 1888
- Callidosoma Womersley, 1936
- Carastrum Southcott, 1988
- Cavannea (Berlese, 1910)
- Cecidopus Karsch, 1879
- Charletonia Oudemans, 1910
- Claverythraeus Trägårdh, 1937
- Collemboerythraeus Noei, Saboori & Hakimitabar, 2017
- Corerythrolophus Radford, 1950
- Curteria Southcott, 1961
- Dambullaeus Haitlinger, 2001
- Discolophus Kishida, 1939
- Eatonia Cambridge, 1898
- Eatoniana Cambridge, 1898
- Erythraeus Latreille, 1806
- Erythraxus Southcott, 1961
- Erythrellus Southcott, 1946
- Erythrites Southcott, 1961
- Erythroides Southcott, 1946
- Erythrombium Berlese, 1910
- Euplatylophus Radford, 1950
- Eupodalophus Berlese, 1914
- Eurythrolophus Berlese, 1920
- Fallopia Oudemans, 1905
- Forania Southcott, 1961
- Fozustium Haitlinger, 2005
- Grandjeanella Southcott, 1961
- Grognieria Oudemans, 1941
- Harpagella Southcott, 1996
- Helladerythraeus Beron, 1988
- Iguatonia Haitlinger, 2004
- Iraniella Karimi Iravanlou, Kamali & Talebi, 2002
- Italuscium Haitlinger, 2000
- Italustium Haitlinger, 2000
- Kakamasia Lawrence, 1944
- Kamertonia Gabrys, 2000
- Lasioerythraeus Welbourn & Young, 1987
- Leptus Latreille, 1796
- Lomeustium Haitlinger, 2007
- Madinahustium Kamran & Alatawi, 2016
- Makolia Saboori, Khaustov & Hakimitabar, 2009
- Marantelophus Haitlinger, 2011
- Micromaris Hirst, 1926
- Microsmarialla Khot, 1963
- Microsmaris Hirst, 1926
- Moldoustium Haitlinger, 2008
- Momorangia Southcott, 1972
- Monteustium Haitlinger & Sundic, 2015
- Mypongia Southcott, 1961
- Myrmicothrombium
- Myrmicotrombium Womersley, 1934
- Nagoricanella Haitlinger, 2009
- Neoabrolophus Khot, 1965
- Neobalaustium Willmann, 1951
- Neomomorangia Fain & Santiago-Blay, 1993
- Neophanolophus Shiba, 1976
- Neosmaris Hirst, 1926
- † Paraphanolophus Smiley, 1968
- † Pararainbowia Dunlop, 2007
- Parawenkoekia Paoli, 1937
- Pedroerythraeus Haitlinger, 2004
- Phanolophus André, 1927
- Phanolopus André, 1927
- Platyseta Wharton, 1938
- Podosmaridia Trägårdh, 1937
- Pollux Southcott, 1961
- † Proterythraeus Vercammen-Grandjean, 1973
- Ptilophus Berlese, 1916
- Pukakia Clark, 2014
- Pussardia Southcott, 1961
- Rainbowia Southcott, 1961
- Ramsayella Z.-Q.Zhang, 2000
- Rhyncholophus Dugès, 1834
- Rudaemania Haitlinger, 2000
- Sphaerolophus Berlese, 1910
- Taranakia Southcott, 1988
- † Tepoztlana Hoffmann & Mendez, 1973
- Wartookia Southcott, 1961

## Systématique
Le nom valide de ce taxon est Erythraeidae Robineau-Desvoidy, 1828.
Erythraeidae a pour synonyme :
- Erythreidae